# Sébastien Cotterot
Sébastien Cotterot est un acteur français. 
Il est notamment connu pour ses rôles dans La Dilettante de Pascal Thomas en 1999 et dans la série télé Madame le Proviseur.

## Filmographie

### Cinéma
- 2012 : Un jour mon père viendra de Martin Valente : Le traducteur
- 2006 : Les Aristos de Charlotte de Turckheim : Gonzague
- 2001 : Grégoire Moulin contre l'humanité de Artus de Penguern
- 2001 : Mademoiselle de Philippe Lioret : Le témoin
- 1999 : La Dilettante de Pascal Thomas : Éric
- 1997 : L'Homme idéal de Xavier Gélin : L'agent immobilier

### Télévision
- 2014 : Camping paradis - épisode Éclipse au camping (série télévisée) : Guy Pierre
- 2012 : La smala s'en mêle - épisode  Je vous salue maman (série télévisée) : Morona
- 2011 : Camping paradis - épisode La grande invasion (série télévisée) : Étienne
- 2008 : Une suite pour deux, téléfilm de Didier Albert : Jérôme
- 2007 : Diane, femme flic - épisode  Venin  (série télévisée) : Le greffier
- 2007 : Le Clan Pasquier (TV Mini-Series)
- 2007 : Hubert et le Chien, téléfilm de Laurence Katrian : Moreau
- 2006 : Commissaire Moulin - épisode  La dernière affaire  : Le technicien du labo police
- entre 2000 et 2006 : Madame la proviseur - 12 épisodes  (série TV) : Vincent Fouteneau
- 2006 : Le Grand Charles - épisode #1.1 (série TV) : Courcel
- 2004 : Lune rousse, téléfilm de Laurent Dussaux : Le pharmacien
- 2003 : L'Agence coup de cœur - épisode  La stratégie des petits bonheurs (série télévisée) : Jérôme
- 2001 : Une femme d'honneur - épisode : Double vue (série télévisée) : Éric Belgarand
- 2000 : Le Bois du Pardoux, téléfilm  de Stéphane Kurc
- 2000 : Le Mystère Parasuram, téléfilm  de Michel Sibra
- 2000 : Un Jeune français, téléfilm  de Michel Sibra : Félix
- 2000 : PJ - épisode  Non assistance à personne en danger (série télévisée) : Le bleu 2623
- 1998 : Qui mange qui ?, téléfilm  de Dominique Tabuteau